# 栃木県立栃木高等学校
栃木県立栃木高等学校（とちぎけんりつ とちぎこうとうがっこう）は、栃木県栃木市入舟町に所在する県立男子高等学校。
略称は栃高（とちたか）。

## 概要
1896年（明治29年）設立の「旧制栃木県尋常中学校栃木分校」を前身とする男子校。旧栃木県庁構内に設立され、現在も校地内（校舎とグラウンドの間）及び校地東側に「県庁堀」が残る。
かつて定時制（夜間部）のみ共学だったが、2005年（平成17年）度をもって閉課程となり、完全の男子校となった。2012年（平成24年）度より、文部科学省からSSHの指定を受けている。

## 沿革
- 1896年（明治29年） - 栃木県尋常中学校栃木分校として創立
- 1899年（明治32年） - 分校が独立し栃木県第二中学校と改称、明治天皇行幸（近衛師団演習叡覧）、本校を行在所とする
- 1901年（明治34年） - 栃木県立栃木中学校と改称
- 1910年（明治43年） - 講堂竣工、皇太子（後の大正天皇）本校を視察
- 1914年（大正3年） - 記念図書館竣工
- 1918年（大正7年） - 大正天皇行幸（大日本帝国陸軍 陸軍特別大演習）、本校を大本営とする
- 1926年（大正15年） - 旧校歌を制定
- 1933年（昭和8年） - 野球部、第19回全国中等学校優勝野球大会出場
- 1934年（昭和9年） - 野球部、第11回選抜中等学校野球大会出場
- 1935年（昭和10年） - 剣道部、全国大会で準優勝
- 1937年（昭和12年） - 本館、火災により焼失、プール竣工
- 1938年（昭和13年） - 本館（2代目）竣工
- 1948年（昭和23年） - 栃木高等学校と改称
- 1951年（昭和26年） - 栃木県立栃木高等学校と改称、定時制課程設置、新校歌及び新校章制定
- 1957年（昭和32年） - 本館増改築竣工
- 1959年（昭和34年） - 弁論部、全国大会で優勝
- 1961年（昭和36年） - 体育館竣工
- 1966年（昭和41年） - 北校舎竣工
- 1971年（昭和46年） - 東校舎竣工
- 1972年（昭和47年） - 南校舎竣工
- 1973年（昭和48年） - 旧生活指導室（和信寮）竣工
- 1974年（昭和49年） - プール（2代目）竣工
- 1982年（昭和57年） - 柔道場竣工
- 1995年（平成7年） - 県庁堀を復元
- 1996年（平成8年） - 創立百周年記念式典挙行
- 1998年（平成10年） - 講堂・記念図書館が登録有形文化財に登録される
- 1999年（平成11年） - 第二体育館（2代目）竣工
- 2000年（平成12年） - 記念館が登録有形文化財に登録される
- 2001年（平成13年） - 武道館兼生活指導室（和信寮（2代目））竣工、プール（3代目）竣工
- 2005年（平成17年） - 全日制1学年を1学級減（6学級）
- 2006年（平成18年） - 定時制課程を栃木県立学悠館高等学校へ移管、普通教室及び図書室に空調設置
- 2012年（平成24年） - スーパーサイエンスハイスクールに指定される（平成24 - 28年度）
- 2017年（平成29年） - スーパーサイエンスハイスクール（2期目）に指定される（平成29 - 令和3年度）

## 施設（登録有形文化財）
記念館
（旧栃木県尋常中学校栃木分校本館）
- 竣工 - 1896年（明治29年）
- 構造 - 木造2階建て、瓦葺
- 建築面積 - 397m2
- 文化財登録 - 2000年（平成12年）4月28日
- 学校の創立当初に建てられ、1階は校長室や事務室、2階は講堂として使用された。1899年（明治32年）11月の近衛師団北関東大演習では明治天皇の行在所、1918年（大正7年）11月の陸軍大演習では大正天皇の行在所となった。建物は「御聖蹟」とも称される[3]。

講堂
（旧栃木県立栃木中学校講堂）
- 竣工 - 1910年（明治43年）2月
- 構造 - 木造平屋建て、瓦葺
- 建築面積 - 409m2

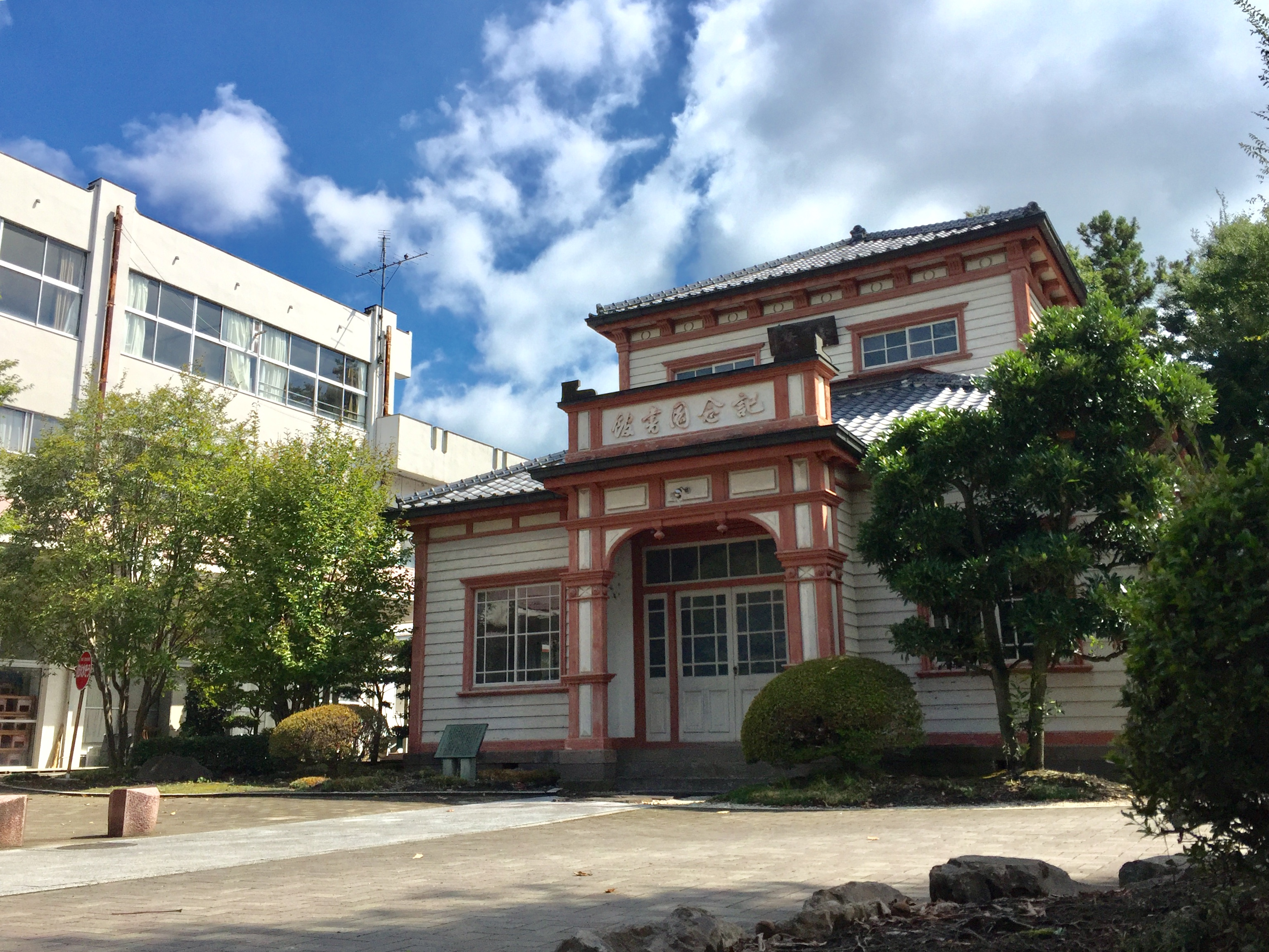
記念図書館（養正寮）

- 文化財登録 - 1998年（平成10年）7月23日
- 現代に至るまで、集会や学校行事、地域のイベント（蔵の街かど映画祭）や映画の撮影（『遠き落日』[4]、『フレフレ少女』[5]）などに利用されている。2016年にはドラマ『アオハライド』の撮影にも利用された。

記念図書館
（旧栃木県立栃木中学校記念図書館）
- 竣工 - 1914年（大正3年）11月
- 構造 - 木造2階建て、瓦葺
- 建築面積 - 224m2
- 文化財登録 - 1998年（平成10年）7月23日
- 1910年（明治43年）9月に皇太子・嘉仁親王（後の大正天皇）の来校を記念して建設。1階は図書室、2階は同窓会の集会所として使用。1935年（昭和10年）に「養正寮」と名付けられ、校長訓話や漢籍素読会などが行われた。

## 校歌
1951年（昭和26年）11月制定（※旧校歌：1926年〈大正15年〉制定）
作詞：大木惇夫　作曲：乗松昭博
3番構成。当初は1番と3番が全日制向け、2番が定時制向けに作詞されたという。
2番に「夕星（）」の語が登場する。本来、古語においては「ゆうずつ（ゆふづつ）」と読むのが正しく（金星参照）、また作詞者である大木惇夫による原稿が発見されていなかったため、1993年（平成5年）から「ゆうずつ」と歌うこととなった（当時の音源）。ところが、かつての卒業生たちは「ゆうぼし」と歌っていたこと、作詞者の他の作品の原稿では「ゆうぼし」と読まれていたこと、さらに大木の原稿を元にした楽譜が発見され、そこに「ゆうぼし」の読みがあったことから、2006年（平成18年）に改めてこの部分の読みを「ゆうぼし」に戻したという経緯がある。

## 行事
- 修学旅行（二学年）（関西）
- スポーツ祭（栃木市総合運動公園にて開催）
- 芸術鑑賞会
- 栃高祭（学校祭）
- 耐久レース（マラソン大会、距離は27km）
- 弁論大会

任意参加行事
- 東京研修（大学・研究施設・企業などの見学）
- 東北研修（東北大学などの見学）
- スキー・スノーボード教室（蔵王）
- 栃高栃女交歓会（生徒会主催）

### 六校会
年2回、県立高校6校の生徒会役員が集まり生徒会の意義や活動等について懇談する会へ参加している。本校を含め5校は固定メンバーで毎回参加し、他1校は5校以外の県立高校から選ばれる。

## 部活動

### 文化部
- 音楽部
- 演劇部
- 物理部
- 化学部
- 生物部
- 囲碁将棋部
- 漫画創作部
- 情報科学部
- 放送部

- 天文部
- 社会・史学部
- 写真部
- 美術部
- 語学部
- 書道部
- 茶道部
- 園芸部

### 運動部
- 野球部
- バスケットボール部
- バレーボール部
- ソフトテニス部
- 卓球部
- 陸上競技部
- 剣道部

- 水泳部
- バドミントン部
- 山岳部
- 弓道部
- 硬式テニス部
- サッカー部
- 柔道部

### その他
- 應援團（生徒会執行部の下部組織）
- SSHクラブ（スーパーサイエンスハイスクールの一環として様々な研究を行う）

SSHクラブには下部組織に物理班、化学班などがあり、それぞれ物理部、化学部といったように同名の部活が兼任している場合が多い。

## 著名な関係者

### 卒業生
国政
- 小平久雄（27回） - 元総理府総務長官、元労働大臣、元衆議院副議長、勲一等旭日大綬章受章・叙正三位
- 野口昌吾（57回） - 元通商産業省大臣官房審議官、元古河電気工業専務、元ユニファスアルミニウム社長
- 塚原朋一（65回） - 元知的財産高等裁判所長、早稲田大学大学院教授、TMI総合法律事務所顧問
- 田辺泰弘（80回） - 元福岡高等検察庁検事長、元大阪地方検察庁検事正、産業技術総合研究所参与
- 秋庭英人（82回） - 元経済産業省経済産業研修所長、元中小企業基盤整備機構副理事長、日本産業機械工業会代表理事

地方自治
- 永田英太郎（30回） - 元栃木市長（第11代）、前永田製作所社長、勲四等瑞宝章受章
- 小西栄造（51回）- 元結城市長（茨城県）、小西社長、元結城商工会議所会頭、元結城市観光協会会長、元茨城県商工会議所連合会副会長
- 前場文夫（62回） - 元結城市長（茨城県）
- 麻生利正（64回） - 元栃木県副知事、とちぎメディカルセンター会長
- 大久保寿夫（68回）- 元小山市長（第5代）、元農林水産省関東農政局建設部次長
- 佐藤順一（69回） - 元栃木県副知事
- 鈴木俊美（70回）- 元栃木市長（第14代）、元大平町長(第5代)、弁護士
- 鈴木誠一 （70回）- 元栃木県副知事、栃木県防犯協会会長
- 北村一郎（77回） - 栃木県副知事、東京2020オリンピック聖火リレー栃木県実行委員会会長
- 大嶋一生 (84回) - 元日光市長(第8代)、元日光市議会議員

財界
- 椎名時四郎（24回） - 元住友商事副会長、元日本ラグビーフットボール協会会長
- 舘野万吉（33回） - 元日本製鋼所社長、元日本製鋼所相談役
- 小松原俊一（35回） - 元三井鉱山社長、元三井鉱山会長
- 塚本芳和（48回）- 元電通常務、同顧問、元エレクトロニック・ライブラリー社長、同相談役
- 有富慶二（60回） - 前ヤマト運輸社長、前ヤマトホールディングス社長、ヤマトホールディングス会長、パルコ社外取締役
- 牛久崇司（60回） - 元キッコーマン社長
- 渡辺宏（60回） - 元東京三菱銀行専務、元三菱東京フィナンシャルグループ専務、元旭硝子監査役、持田製薬監査役
- 池田輝彦（66回） - 元みずほコーポレート銀行副頭取、前みずほ信託銀行社長、信託協会会長理事、みずほ信託銀行会長
- 山内幸夫（66回） - ニチレキ社長
- 中島清文（83回） - 株式会社スタジオジブリ代表取締役社長

軍人・自衛官
- 小嶋時久（1回） - 元陸軍少将、元陸軍自動車学校長、勲二等瑞宝章受章
- 高山忠三（5回） - 元海軍大佐（長月初代艦長）
- 田村久三（15回） - 元海軍大佐、元海上保安庁航路啓開本部長、朝鮮戦争における日本特別掃海隊総指揮官
- 山本岩多（15回） - 元海軍少将（第三艦隊巡洋艦戦隊司令、多摩艦長）
- 大竹嘉重郎（17回） - 元海軍大佐（大村海軍航空隊司令）
- 人見豊治（19回） - 元海軍大佐（巻波艦長）
- 宇都木秀次郎（20回） - 元海軍大佐（伊号第一七八潜水艦艦長）
- 柴田文三（20回） - 元海軍大佐（第二一〇海軍航空隊司令）
- 山田盛重（20回） - 元海軍大佐（疾風艦長）
- 若色伊三郎（20回） - 元海軍大佐
- 横地光明（45回）- 元陸上自衛隊陸将（富士学校長、東北方面総監）、元旭化成工業顧問、元全国防衛協会連合会常任理事

学者
- 岡安大仁（41回）- 元日本大学医学部教授
- 鈴木宏（43回）- 医学者（ウイルス肝炎）、元山梨医科大学長、山梨医科大学名誉教授
- 野口祐（44回）- 慶應義塾大学名誉教授
- 藤田達士（48回）- 元群馬大学医学部教授、元群馬大学医学部附属病院長、群馬大学名誉教授
- 大橋力（52回） - 元千葉工業大学教授、国際科学振興財団理事、主席研究員、文明科学研究所所長
- 宇井純（52回） - 環境学者（水俣病）、沖縄大学名誉教授
- 木下毅（56回） - 法学者（英米法）、弁護士、元立教大学法学部教授、元北海道大学法学部教授、元中央大学法学部教授、元日本比較法研究所長
- 高橋三郎（56回） - 社会学者、京都大学名誉教授
- 入倉孝次郎（60回） - 地震学者、元京都大学副学長、京都大学名誉教授
- 岸清（60回）- 医学者（解剖学）、東邦大学名誉教授
- 毛塚勝利（64回） - 法学者（労働法）、中央大学名誉教授、元日本労働法学会代表理事
- 中嶋英雄（68回）- 工学者（材料工学）、大阪大学産業科学研究所教授、大阪大学産業科学研究所附属新産業創造物質基盤技術研究センター長、紫綬褒章受章
- 片浦弘道（79回） - 物理学者（カーボンナノチューブ）、首都大学東京客員教授
- 金子勇（90回） - プログラマー（Winny（ファイル交換ソフト）開発者、SkeedCast（コンテンツ配信システム）の開発支援）、元東京大学特任講師

医療
- 大圃研（93回） - 医師、NTT東日本関東病院内視鏡部部長

文芸
- 佐江衆一（53回） - 作家（新潮社同人雑誌賞、新田次郎文学賞、ドゥマゴ文学賞、中山義秀文学賞を受賞）、元東海学園女子短期大学客員教授
- 熊倉隆敏（94回） - 漫画家（『もっけ』の作者）
- 櫻井圭記（97回） - アニメ脚本家

芸術
- 清水登之（5回） - 画家（二科賞受賞）、従軍画家
- 鈴木賢二（24回） - 彫刻家、版画家
- 武川寛海（31回） - 音楽評論家、上野学園大学名誉教授
- 高村武次（42回） - 記録映画監督、記録映画脚本家、元岩波映画製作所社長
- 糸井哲夫（49回） - 益子焼の陶芸家、彫刻家、詩人、版画家（版画の意匠が「益子陶器市宣伝用ポスター」として使用されている。）

芸能
- 保沢紀（60回） - フジテレビ衣装部として「ものまね王座決定戦」「夕やけニャンニャン」等、同局のバラエティ番組に出演
- 竹内秀男（76回） - 落語家、八代目春風亭柳橋（春風亭柏枝）
- 福田雄一（88回） - 放送作家・脚本家・劇作家

マスコミ・出版
- 小島一志（78回） - 武道ジャーナリスト（『大山倍達正伝』の著者）、元月刊空手道編集長、元月刊武道空手編集長、夢現舎社長
- 渡辺英紀（84回） - NHKアナウンサー[要出典]
- 斉藤誠征（88回） - 東海テレビ放送アナウンサー
- 若田部克彦（90回） - 関西テレビアナウンサー
- 近藤亨（94回） - 毎日放送アナウンサー
- 依田英将（105回） - 北海道テレビ放送アナウンサー

その他
- 亜門虹彦（81回） - 心理アナリスト

### 職員
※括弧内は在職期間
- 鵜川昇（1948年11月 - 1949年10月） - 学校法人桐蔭学園理事長、桐蔭学園横浜大学長

## 最寄り駅
- 東日本旅客鉄道（JR東日本）・東武鉄道栃木駅 約1.5km 徒歩約15-20分
- 東武鉄道　新栃木駅 徒歩約20分

## 周辺施設
入舟町
- 栃木市立栃木中央小学校
- 県庁堀 （一部が校舎とグラウンドの間を流れる）
- 栃木市役所別館（旧栃木町役場庁舎）
- 栃木市市民交流センター
- 横山郷土館

万町
- 栃木市役所
- 東武宇都宮百貨店栃木市役所店
- 栃木信用金庫本店
- ホテルサンルート栃木
- 下野新聞社栃木支局
- 栃木グランドホテル
- とちぎ蔵の街美術館

その他
- 中野病院（祝町）
- 塚田歴史伝説館（倭町）
- 巴波川